# Lundequistska bokhandelns litteraturpris
Lundequistska bokhandelns litteraturpris (även känt som LundeQ-priset) var ett litterärt pris på 25 000 kronor som årligen (under de sista åren dock sporadiskt) utdelades till en författare bosatt i Uppland "som i skönlitterär form utmärker sig genom särskilda konstnärliga insatser". Priset instiftades 1984 då Lundequistska bokhandeln firade sitt 150-årsjubileum. Priset lades ned 2010.

## Pristagare
- 1984 – Sven Delblanc
- 1985 – Peter Nilson
- 1986 – Willy Kyrklund
- 1987 – Carl-Erik af Geijerstam
- 1988 – Ola Larsmo
- 1989 – Karl-Gustaf Hildebrand
- 1990 – Stig Strömholm
- 1991 – Lars Sund
- 1992 – Gun Björkman
- 1993 – Peter Englund
- 1994 – Carola Hansson
- 1995 – Jan Gudmundsson
- 1996 – Elsie Johansson
- 1997 – Bo Gustavsson
- 1998 – Håkan Nesser
- 1999 – Jan Fridegårds författarskap
- 2000 – Åke Smedberg
- 2001 – Carina Burman
- 2003 – Sigrid Kahle
- 2004 – Merete Mazzarella
- 2005 – Kjell Eriksson
- 2006 – Katarina Kieri
- 2007 – Åsa Linderborg
- 2009 – Lars Ardelius